# Піглаяніемі (Турку)
Піглаяніемі (фін. Pihlajaniemi Pihlajaniemi, швед. Rönnudden Rönnudden) — один із районів міста Турку, що входить до Центрального територіального округу і частково до округу Сканссі-Уіттамо. До складу району входить житловий масив класу люкс — Маяккаранта. Назва перекладається з фінської як "Горобиновий мис". 

## Географічне положення
Район розташований на південь від центральної частини міста і виходить в західній частині до Архіпелагового моря.  
Межує: з півночі — з районом Корпполайсмякі, зі сходу — з Пуйстомякі, з півдня — з районом Уіттамо. 

## Населення
У 2004 населення району становило 1 139 осіб, з яких діти молодше 15 років — 9,13%, а старше 65 років — 11,94%. Фінською мовою як рідною володіли 90,52%, шведською — 5,36%, а іншими мовами — 4,13% населення району.